# Tu biSchevat

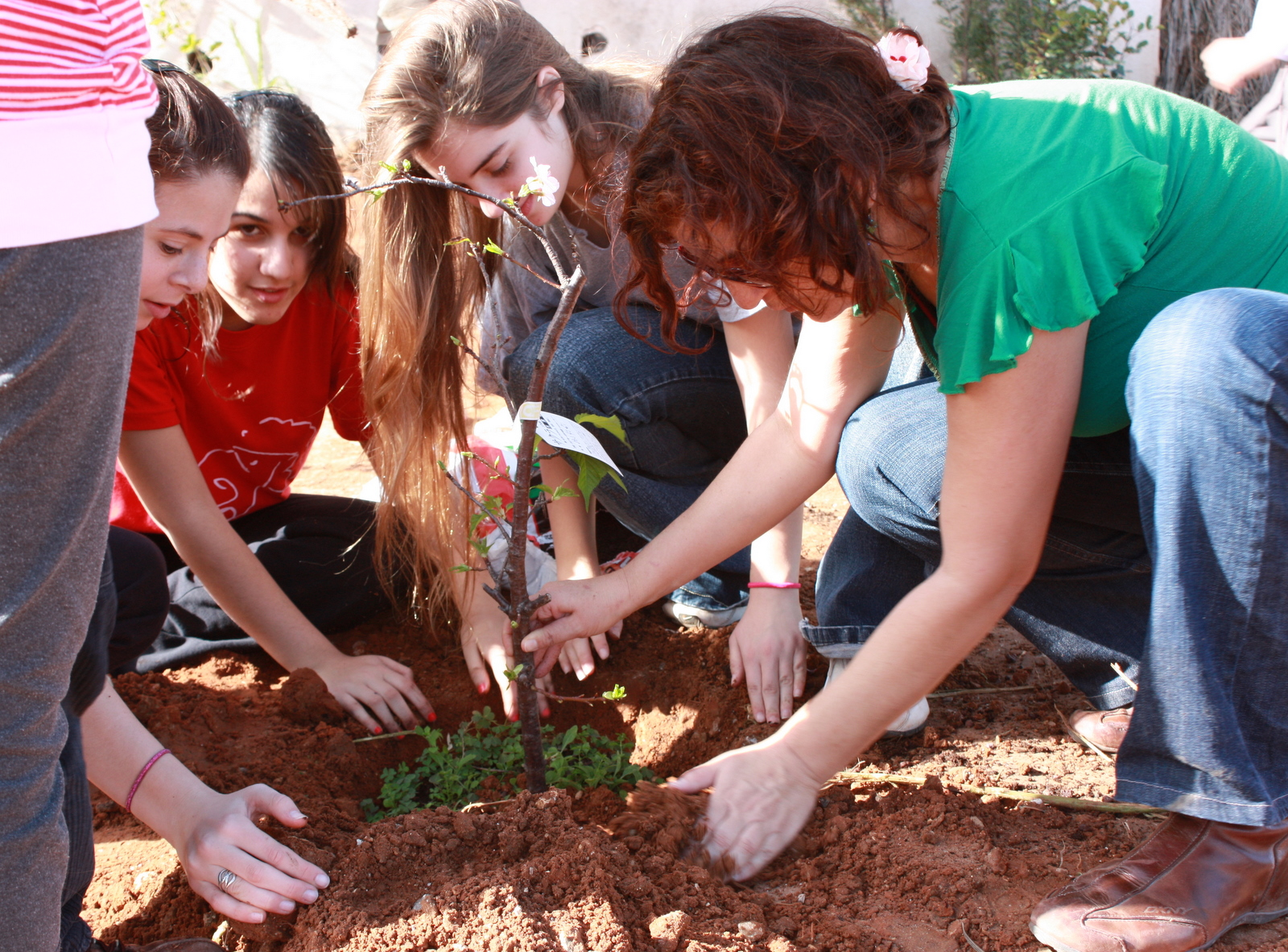
Kinder in Pardes Chana-Karkur pflanzen einen Baum an Tu biSchevat

Das jüdische Neujahrsfest der Bäume (ראש השנה לאילנות Rosch ha-Schana La'illanot, deutsch ‚Neujahr der Bäume‘), auch Chag Ha'illanot (חַג הָאִילָנוֹת ‚Fest der Bäume‘), im Februar ist ein kleiner jüdischer Feiertag.
Tu biSchevat (ט״ו בשבט) bedeutet wörtlich „der 15. Schevat“. In moderner Zeit werden an diesem Tag Bäume angepflanzt. Es ist Brauch, an diesem Tag eine Frucht zu essen, die man in diesem Jahr bisher noch nicht verzehrt hat.

## Bedeutung

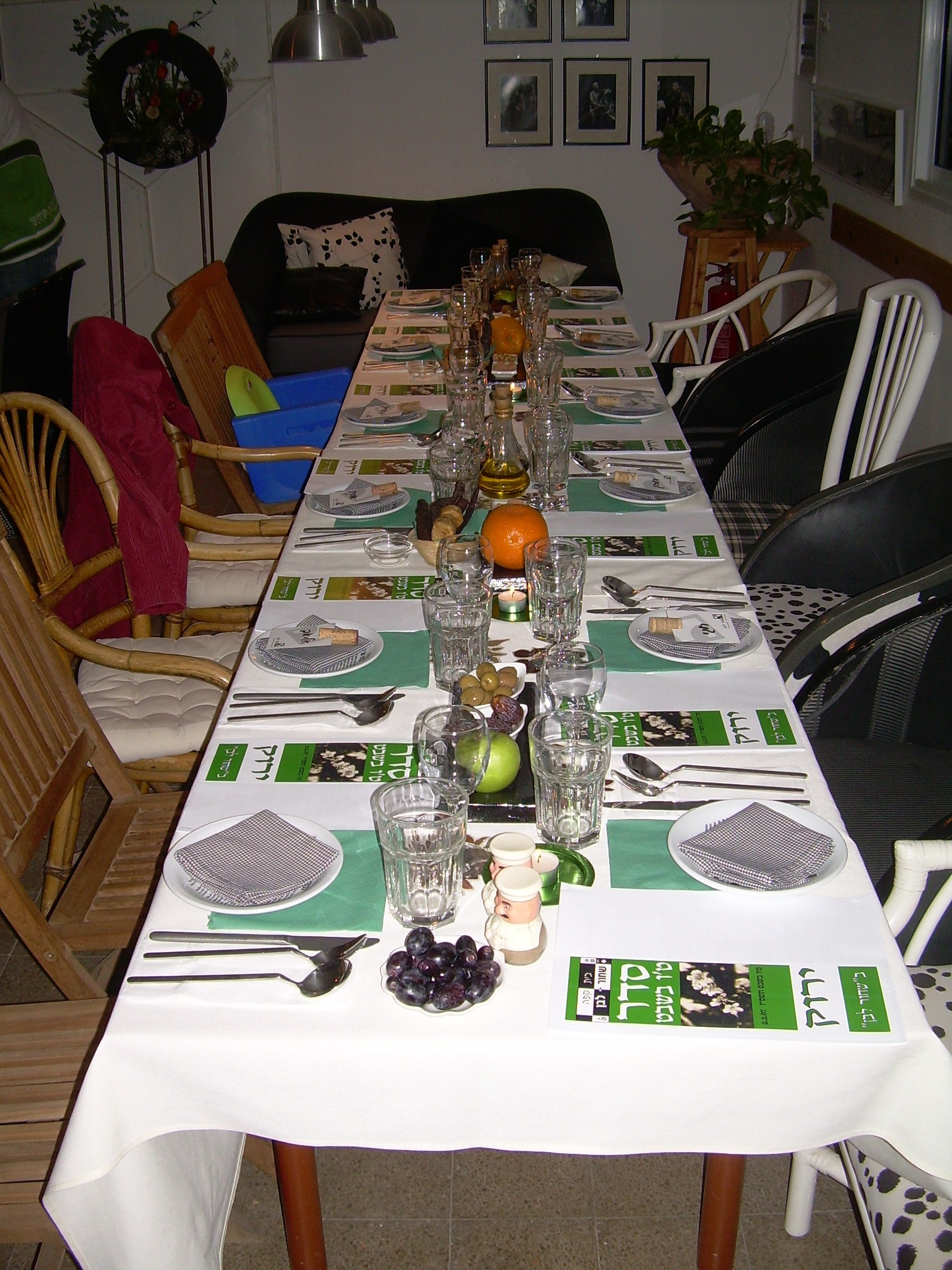
Feierlich gedeckter Tisch am Abend von Tu biSchevat

Das Fest geht zurück auf die Mischna. Dort heißt es, das Haus Hillels bestimmte bereits im ersten Jahrhundert v. Chr. den 15. des Monats Schevat zum Neujahrsfest der Bäume (mRH 1,1). Dieser Termin markiert das Ende der Regenzeit und damit den Beginn der idealen Pflanzperiode in Israel. Das Datum ist wichtig für die Vorschriften für die Orla, d. h. die Altersbestimmung der Bäume.
Das Fest gründet auf dem Verbot, Früchte von neu gepflanzten Bäumen, die noch keine drei Jahre alt sind, zu genießen, und dem Gebot, sie im vierten Jahr im Tempel darzubieten und erst im fünften Jahr zu essen. Tu biSchevat zeigt das Ende des Winters an und symbolisiert das Blühen Israels, seine Besiedlung, die Schönheit der Natur und die guten Früchte, die seine Erde hervorbringt.

## Name
Der Name des Festes bezieht sich auf das Datum im jüdischen Kalender. Im hebräischen Alphabet hat jeder Buchstabe gleichzeitig einen Zahlenwert: Der Buchstabe Tet entspricht der Zahl 9 und der Buchstabe Waw der Zahl 6. Hintereinandergeschrieben stehen die beiden Buchstaben für die Summe 15. Ihre Kombination wird im Hebräischen als „tu“ ausgesprochen; „bi“ bedeutet „im“. Deshalb ist „Tu biSchevat“ der 15. Tag des Monats Schevat.

## In der Tora
Der Feiertag geht auf eine Anordnung aus der Tora zurück, wo im 3. Buch Mose den Israeliten geboten wird:

Wenn ihr in das Land kommt, sollt ihr allerlei Bäume pflanzen! (3 Mos 19,23 )

## Inhalt

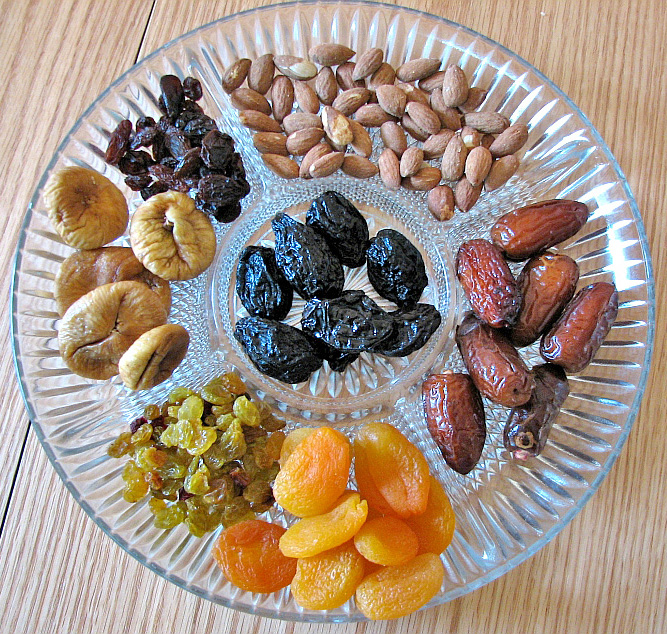
Teller mit verschiedenen Trockenfrüchten für Tu biSchevat

Es ist ein Tag, an dem Früchte/Fruchtsalat gegessen werden. Im Laufe der Zeit entwickelte sich eine Tradition, die im Buch Chemdat ha-Jamin ihren Niederschlag fand, später noch in dem Buch Pri Etz Hadar, das die Aggada des 15. Schevat wurde. In der Diaspora ist es Brauch, möglichst fünfzehn Früchte, die an das Land Israel erinnern, zusammenzustellen und zu verzehren.
Es gibt Juden, die an diesem Tag bis zu fünfzig verschiedene Arten von Früchten essen. Auch heute deckt man am 15. Schevat den Tisch, indem man die schönsten Früchte aus dem Land Israel aufträgt, insbesondere jedoch die „sieben Arten“ mit denen das Land gesegnet war. Dabei versucht man, frische Früchte zu finden, die man in diesem Jahr noch nicht gegessen hat, damit man über sie den Segensspruch שהחינו Schehechejanu, deutsch ‚Der uns am Leben erhalten hat‘ sagen kann. An Tu biSchevat ist es auch verboten zu fasten, und man hält auch keine Trauerreden. Vorausgesetzt, dass es kein Sabbatjahr (Brachjahr) ist, in dem jede Feldarbeit verboten ist, fährt man ins Grüne, und oft pflanzt man neue Bäume.

## Tu biSchevat-Termine
Jeder Festtag beginnt am Vorabend, denn im jüdischen Kalender dauert der Tag vom Vorabend bis zum Abend des Tages – nicht von 0 bis 24 Uhr.  Der abendliche Beginn wird mit dem Wort (hebräisch ערב Abend) Erev bezeichnet. Das Datum für den Feiertag variiert nach dem gregorianischen Kalender und wird an den folgenden Tagen gefeiert:
| Jüdisches Jahr | Gregorianisches Datum |
| -------------- | --------------------- |
| 5784           | 25. Januar 2024       |
| 5785           | 13. Februar 2025      |
| 5786           | 2. Februar 2026       |
| 5787           | 23. Januar 2027       |
| 5788           | 12. Februar 2028      |

## Ereignisse
An Tu biSchevat des Jahres 1949, begangen am 14. Februar, kam in Jerusalem das erste Mal die verfassunggebende Versammlung des Staates Israel zusammen. Zwei Tage später gab sie sich den Namen Knesset.